# محوطه بابا مقصود
محوطه بابا مقصود مربوط به مس وسنگ است و در شهرستان دالاهو، بخش مرکزی، دهستان بیونیج، ۳۰۰ متری غرب روستای قورچی باشی واقع شده و این اثر در تاریخ ۲۶ اسفند ۱۳۸۶ با شمارهٔ ثبت ۲۱۷۷۴ به‌عنوان یکی از آثار ملی ایران به ثبت رسیده است.